# Мисти Рэйн
Мисти Рэйн (англ. Misty Rain, род. 10 августа 1969 года, Лонг-Бич, Калифорния, США) — сценический псевдоним американской порноактрисы, режиссёра и танцовщицы.

## Биография
Рэйн пришла в порноиндустрию в 1992 году. В 1997 году она подписала контракт с Metro Pictures на съёмку в 12 фильмах, а также что она станет режиссёром и сыграет главную роль в сериале Misty Cam. Она объяснила этот поступок тем, что хотела сняться в высококачественном фильме и показать свои актёрские способности, которые она не могла продемонстрировать ранее. В 2000 году она работала на компанию New Sensations в съёмках сериала Worldwide Sex.

## Награды и номинации

### Победы
- 1995 — XRCO Старлетка года[3]
- 1995 — XRCO Best Girl-Girl Scene за The Dinner Party (с Селест и Деби Даймонд)[3]
- 1995 — AVN Best All-Girl Sex Scene (Film) за The Dinner Party (с Селест и Деби Даймонд)[4]
- 1995 — AVN Best All-Girl Sex Scene (Video) за Buttslammers 4 (с Бионкой, Фелисией и Деби Даймонд)[4]
- 1995 — AVN Best Group Sex Scene (Film) за Sex (с Деби Даймонд, Дивой и Герри Пайк)[4]
- 1996 — XRCO Best Girl-Girl Scene за Takin' it to the Limit 6 (с Трэйси Аллен, Бионкой, Фелисией и Джилл Келли)[3]
- 1996 — AVN Best All-Girl Sex Scene (Video) за Takin' it to the Limit 6 (с Трэйси Аллен, Бионкой, Фелисией и Джилл Келли)[4]
- 1996 — AVN Best All-Girl Sex Scene (Film) за Fantasy Chamber (с Джентал и Фелисией)[4]
- 1997 — AVN Best All-Girl Sex Scene (Video) за Buttslammers the 13th (с Мисси и Карессой Сэвидж)[4]
- 1998 — AVN Best Couples Sex Scene (Film) за Red Vibe Diaries (с Марком Уаллисом)[4]
- 2004 — AVN Hall of Fame[5]

### Номинации
- 2000 — AVN Лучшая актриса второго плана за Things Change 3[6]
- 2000 — AVN Лучшая парная сцена (фильм) за Things Change 3 (с Марком Дэвисом)[6]
- 2003 — AVN Лучшая актриса второго плана за Les Vampyres 2[7]
- 2004 — AVN Лучшая лесбийская сцена (видео) за Misty Rain’s Worldwide Sex 9 (с Сильвией Сэинт и Анжеликой Костелло)[8]